# Мориц Ангальт-Дессауский
Мориц Ангальт-Дессауский (нем. Moritz Prinz von Anhalt-Dessau; 31 октября 1712, Дессау — 11 апреля 1760, Дессау) — принц Ангальт-Дессауский из дома Асканиев, прусский генерал-фельдмаршал (1757).

## Биография
Пятый сын князя Ангальт-Дессау Леопольда I и его супруги Анны Луизы Фёзе, брат прусских генерал-фельдмаршалов Леопольда и Дитриха Ангальт-Дессауских.
В 1725 году поступил на прусскую военную службу. В Войне за польское наследство (1733—1735) участвовал в кампании на Рейне, в 1736 году получил чин полковника.
Участвовал затем в Силезских войнах, с 1742 года — генерал-майор, отличился в сражении при Гогенфридберге, получил чин генерал-лейтенанта (1745 год). В сражении против саксонцев под Кессельдорфом 15 декабря 1745 года командовал левым флангом под началом своего отца и решил исход дела, получил за заслуги орден Чёрного орла.
После войны занимался колонизацией областей вокруг Одера и Померании, с 1752 года — комендант Кюстрина.
С началом Семилетней войны (1756 год) участвовал в оккупации Саксонии.
В кампании 1757 года отличился при осаде Праги, произведен в генералы инфантерии. Участвовал далее в несчастном сражении при Колине, реабилитировал себя при Росбахе. В битве при Лейтене 5 декабря 1757 года командовал центром прусской пехоты и прямо на поле сражения получил жезл генерал-фельдмаршала.
В кампании 1758 года был при занятии Швейдница и при Цорндорфе, в сражении при Гохкирхене был ранен и попал в плен. Умер по возвращении на родину.